# Torre de radio de Gliwice
La Torre de radio de Gliwice es una torre de telecomunicaciones del distrito de Szobiszowice en Gliwice, Polonia. Es la torre de madera más alta del mundo desde la demolición de la torre de radio de Ismaning el 16 de marzo de 1983 y la estructura de madera más alta de Europa. Hasta el 30 de abril de 2007 fue también la estructura de madera más alta del mundo, cuando fue superada por la pagoda del Templo Tianning en Changzhou, República Popular China.
El 15 de marzo de 2017 fue inscrita en la lista de monumentos históricos de Polonia por el presidente Andrzej Duda.
La torre y los edificios circundantes componen un museo que fue nombrado patrimonio cultural de Polonia.

## Estructura
Anclada al suelo por cuatro bloques de concreto armado de 87 toneladas cada uno, es una estructura de celosía de madera de alerce con juntas de bronce. En la punta tiene una antena de 8 m de altura, para completar 118 m en total. Tiene cuatro plataformas situadas a los 40.4, 55.3, 80 y 109.7 m de altura a las que se accede a través de una escalera de 365 escalones. La plataforma más alta mide 2.13 x 2.13 m.

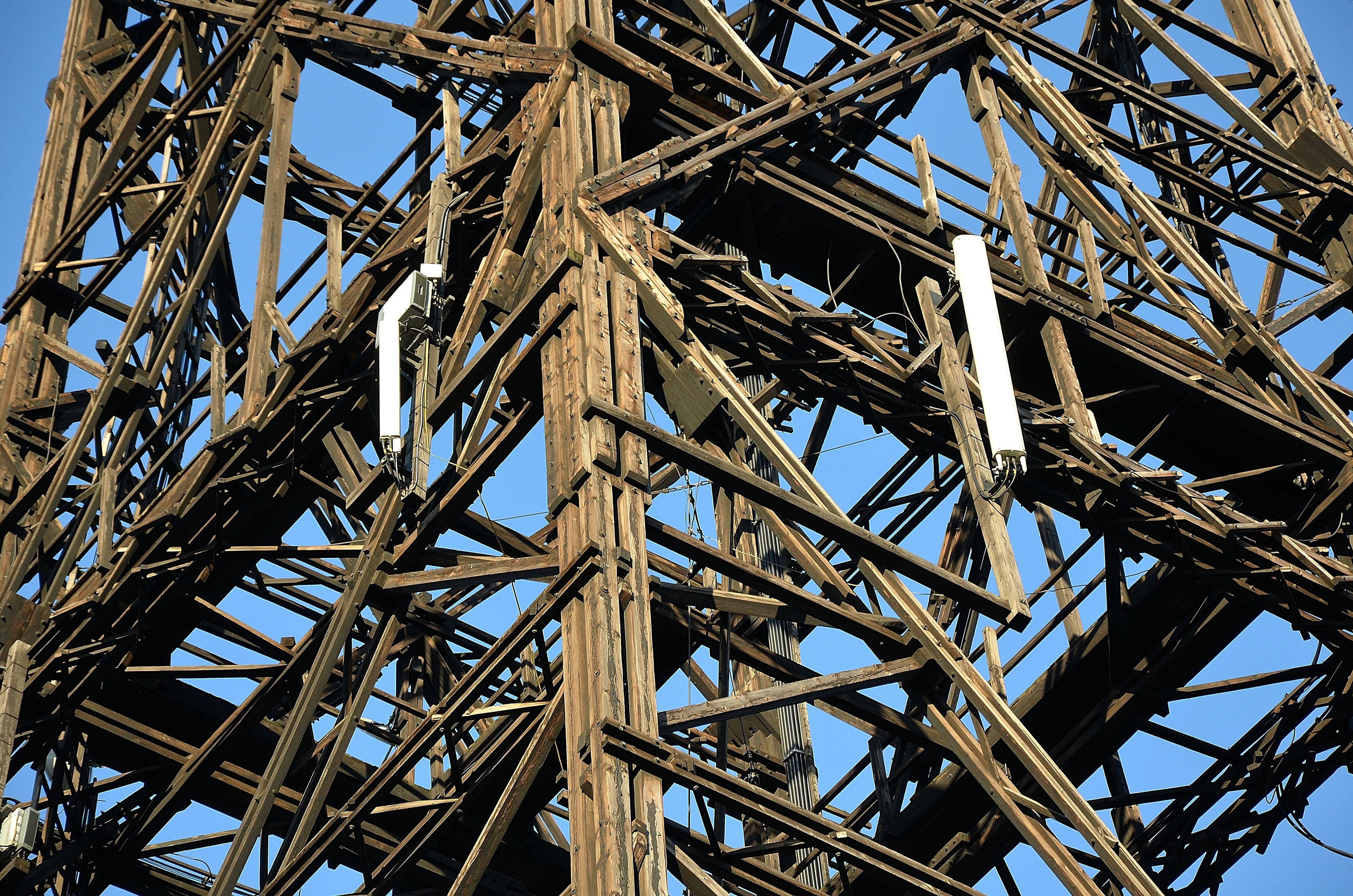
Primer plano de la estructura

Junto a la torre hay dos edificios laterales, que junto con la estación de radio forman un complejo. Estos edificios fueron construidos como residencia de los trabajadores de la estación.

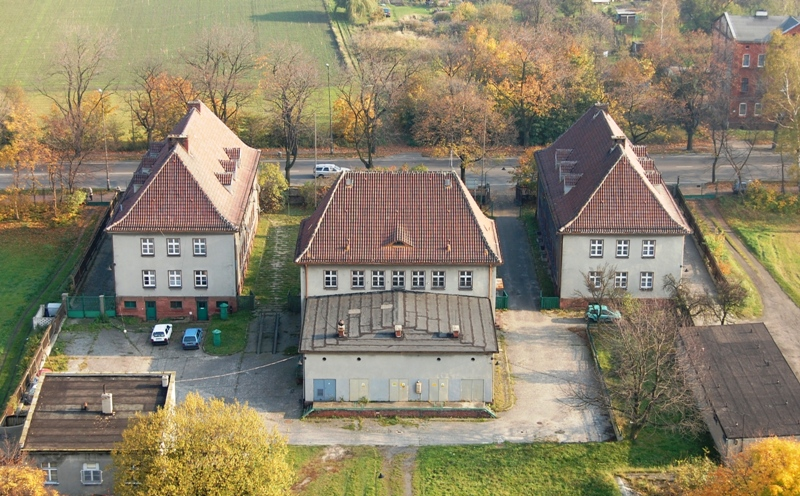
Edificios del complejo vistos desde la torre

## Historia
Su construcción, por parte de la empresa alemana Lorenz, se inició el 1 de agosto de 1934 cuando el territorio pertenecía a Alemania. Finalizada, comenzó a funcionar el 23 de diciembre de 1935 para sustituir a un transmisor más pequeño y antiguo. Era operada por la Reichs-Rundfunk-Gesellschaft.
El 31 de agosto de 1939 sus emisiones fueron interrumpidas por agentes de las SS alemanas que fingieron un ataque a la torre dirigidas por Alfred Helmut Naujocks. Posteriormente este y otros incidentes similares se usaron como excusa para la invasión de Polonia por parte de la Alemania nazi al inicio de la Segunda Guerra Mundial. El ataque fingido se conoce hoy en día como Incidente de Gliwice. La torre sobrevivió a la guerra sin ser afectada y emitió la radio alemana hasta el 22 de enero de 1945 cuando el Ejército Rojo liberó Polonia. Fue entregada a manos polacas el 25 de mayo del mismo año.
El 4 de octubre de 1945 la torre pasó a manos de la entonces compañía Telekomunikacja Polska (Compañía de Telecomunicaciones de Polonia, hoy Orange Polonia) quien comenzó las emisiones de radio bajo control de la República Popular de Polonia hasta 1955 cuando se trasladaron a la ciudad de Ruda Śląska. Tras esto la torre fue utilizada para interceptar las emisiones de Radio Free Europe/Radio Liberty que emitía en idioma polaco desde Europa occidental y de Radio Vaticano hasta el año 1956 cuando Checoslovaquia se hizo cargo de las interceptaciones.
Posteriormente se utilizaba como transmisor de señales de onda media de varias emisoras de radio regionales de Polonia. Esta situación se prolongó hasta el año 1967 cuando su uso fue decayendo hasta que en 2002 fue vendida a la ciudad de Gliwice que es el propietario desde entonces.
Hoy en día la torre ha adquirido un nuevo uso con la aparición de la telefonía móvil, además de albergar el Museo de Historia de la Radio y de las Artes Visuales, inaugurado el 2 de diciembre de 2004. Este museo muestra los equipos de la antigua estación casi completos y los expone asociados a una explicación histórica. Hay aproximadamente 50 antenas instaladas en la torre (servicios de emergencia, taxi, pequeñas emisoras de radio) que aportan el dinero necesario para el mantenimiento del museo y la torre.
En 2009 todo el complejo donde se encuentra ubicada (aproximadamente tres hectáreas) fue convertido en un parque público. Además se instalaron luces led en la torre para conmemorar el 70 aniversario del estallido de la Segunda Guerra Mundial.

## En el cine
El incidente de Gliwice y, por lo tanto, la torre han sido objeto de diversas aproximaciones cinematográficas a lo largo de los años:
- "Der Fall Gleiwitz" (1961). Película alemana en blanco y negro dirigida por Gerhard Klein.
- "Operacja Himmler" (1979). Película histórica polaca dirigida por Zbigniew Chmielewski.
- "Cień radiostacji" (2003). Reportaje de 45 min dirigido por Krzysztof Magowski.